# 尉官
尉官（いかん）は、軍隊の階級区分の一。
士官の最下級であり、佐官の下、准士官の上に位置する。一般には大尉、中尉、少尉の3階級からなるが、旧東側陣営・共産圏を中心に４階級制を取ることもあるが、その方式は以下の通り。
- 大尉の上に上級大尉を加える
- 中尉と大尉の間に上級中尉（英語版、ロシア語版、ウクライナ語版、ブルガリア語版）を加える。
- 少尉の下に准尉を加える。

下士官・兵を率いて最前線で直接戦闘を行う士官である。
陸軍では、陸軍大尉・陸軍中尉などと呼ばれることもあり、主に中隊や小隊の指揮官または幕僚等を務める。海軍では、主に軍艦の分隊長または分隊士等を務める。空軍では、主に航空機の操縦士等を務める。
英語ではcompany officer、フランス語ではofficiers subalternesという。

## 日本
大日本帝国陸軍では陸軍士官学校、大日本帝国海軍では海軍兵学校を卒業した職業軍人が任官する最初の階級であり、最下級士官であり下士官兵と士官を分ける境界でもある。学校を出たての新米少尉には経験豊かな軍曹が補佐につけられる。
日本軍では1873年（明治6年）頃から大尉・中尉・少尉及びこれらの相当官を纏めた呼称に「士官」を用いており、陸軍では「士官又は尉官」と称し 、海軍では「士官」と称していた 。
陸軍は1874年（明治7年）11月8日に会計・軍医・馬医の3部の士官の名称は各部名を冠して、それぞれ会計部士官、軍医部士官、馬医部士官と称することとし 、1891年（明治24年）3月20日に各兵科将校は「士官又は尉官」を「各兵科尉官（士官）」に改め、「士官」と称するときは各兵科並び各部の同等官を全部含有する意味とし、1937年（昭和12年）2月15日に将校相当官の名称を各部将校と改めた際に「士官」を「尉官」に改め、「尉官相当官」を「各部尉官」に改めた。
海軍は1882年（明治15年）6月7日に将校と准将校の分類を設けた際に、将校は士官、准将校は機関・軍医・主計の3部に分かれて、それぞれ機関部士官、軍医部士官、主計部士官と称することとし、1886年（明治19年）7月12日に機関部を機技部に改めて機技部士官とし、 1891年（明治24年）8月26日に陸軍と同様に将校は「尉官又は士官」としたが、1865年（明治29年）4月1日に将校も各官も含めて再び「士官」に戻し、1915年（大正4年）12月15日に将校、機関将校、将校相当官、特務士官、予備将校、予備機関将校、予備特務士官の分類を設けた際に、それぞれ尉官、機関尉官、尉官相当官、特務士官、予備尉官、予備機関尉官、予備特務士官の名称を用いてこれらの総称を引き続き「士官」とし、1919年（大正8年）9月22日に従前の将校と機関将校を統合して将校に改め、各科将校相当官の官名を将校の官名に準じたものに改め、従前の予備将校と予備機関将校を統合して予備将校に改めた際に、「士官」の名称を廃止して将校及び将校相当官に尉官を用い、予備将校に予備尉官を用いることとした。
「尉」とは明治新政府が諸外国に倣って建軍した際、兵衛府・衛門府など律令制の職名（→日本の官制）をもとに考案された歴史のある呼称である。
自衛隊では、1尉（大尉相当）、2尉（中尉相当）、3尉（少尉相当）からなる。